# Liste der Bodendenkmäler in Apfeltrach
Auf dieser Seite sind die Bodendenkmäler in der schwäbischen Gemeinde Apfeltrach zusammengestellt. Diese Tabelle ist eine Teilliste der Liste der Bodendenkmäler in Bayern. Grundlage ist die Bayerische Denkmalliste, die auf Basis des Bayerischen Denkmalschutzgesetzes vom 1. Oktober 1973 erstmals erstellt wurde und seither durch das Bayerische Landesamt für Denkmalpflege geführt wird. Die folgenden Angaben ersetzen nicht die rechtsverbindliche Auskunft der Denkmalschutzbehörde.

## Bodendenkmäler der Gemeinde Apfeltrach

### Bodendenkmäler im Ortsteil Apfeltrach
| Lage                  | Objekt | Akten-Nr.     | Bild |
| --------------------- | --- | ------------- | ---- |
| Apfeltrach (Standort) | Grabhügel vorgeschichtlicher Zeitstellung.                                                                             | D-7-7928-0007 |      |
| Apfeltrach (Standort) | Siedlung der Hallstattzeit.                                                                                            | D-7-7928-0031 |      |
| Apfeltrach (Standort) | Mittelalterliche und frühneuzeitliche Befunde im Bereich der Katholischen Pfarrkirche St. Bartholomäus in Apfeltrach.  | D-7-7928-0075 |      |
| Apfeltrach (Standort) | Mittelalterliche und frühneuzeitliche Befunde im Bereich der Katholischen Wallfahrtskirche St. Leonhard in Apfeltrach. | D-7-7928-0076 |      |

### Bodendenkmäler im Ortsteil Köngetried
| Lage                  | Objekt | Akten-Nr.     | Bild |
| --------------------- | --- | ------------- | ---- |
| Köngetried (Standort) | Mittelalterliche und frühneuzeitliche Befunde im Bereich der Katholischen Pfarrkirche St. Stephanus in Köngetried. | D-7-8028-0042 |      |